# هانس ان
هانس ان (انگلیسی: Hans Enn؛ زادهٔ ۱۰ مهٔ ۱۹۵۸) اسکی‌باز آلپاین اهل اتریش است.